# Fitzwillia
Fitzwillia is een geslacht uit de composietenfamilie (Asteraceae). Het geslacht telt een soort die endemisch is in West-Australië.

## Soorten
- Fitzwillia axilliflora (W.Fitzg. ex Ewart & Jean White) P.S.Short